# 格迪米納斯·維丘斯
格迪米納斯·維丘斯（1985年7月5日—）是一位立陶宛足球運動員。在場上的位置是中場。他現在效力於哈薩克斯坦足球超級聯賽球隊 FC Zhetysu。他也代表立陶宛國家足球隊參加比賽。